# Tatiana Gutsu
Tatiana Gutsu (en ruso: Татьяна Гуцу, en rumano: Тatiana Guţu; Odesa, Ucrania, 5 de septiembre de 1976) es una gimnasia artística ucraniana que fue campeona olímpica individual y por equipos en Barcelona 1992.

## Inicios
Procede de una familia humilde de trabajadores de Odesa, donde vivía con su padres Constantín y Yelena, y con sus tres hermanas Irina, Olga y Marina. Cuando era niña fue observada por un entrenador llamado Víctor Díkiy, que vio en ella un gran potencial para la gimnasia. La seleccionaron para entrenarse en el Centro Lak Krúgloye, el centro nacional de entrenamiento situado en las afueras de Moscú. Tatiana tuvo al principio algunos problemas de integración, pero poco a poco fue mejorando sus habilidades, y en 1989 entró a formar parte del equipo juvenil de la Unión Soviética.
En 1990 fue campeona de Europa juvenil, y su salto a la élite mundial tuvo lugar en 1991, cuando compitió en los Campeonatos del Mundo de Indianápolis con el equipo de la Unión Soviética (la última competición en la que este equipo acudiría como tal). Sus compañeras de equipo eran: Tatiana Lysenko, Rozalia Galiyeva, Natalia Kalinina, Svetlana Boguinskaya y Oksana Chusovitina. En la competición por equipos Tatiana tuvo un brillante actuación en todos sus ejercicios, y el equipo soviético se llevó finalmente la medalla de oro, derrotando a las norteamericanas en su propia casa.
En la competición individual Tatiana consiguió un excelente quinto lugar, solo superada por la americana Kim Zmeskal, la líder de equipo soviético Svetlana Boguinskaya, la rumana Cristina Bontas, y la otra americana Elizabeth Okino. Para completar su actuación ganó dos medallas de plata en las finales por aparatos, en barras asimétricas y barra de equilibrio.
En 2017 reconoció que durante dicha competición fue violada por su compañero de selección Vitaly Scherbo.
El siguiente gran acontecimiento fueron los Campeonatos de Europa de 1992, celebrados en Nantes. Allí Tatiana consiguió un gran éxito, proclamándose campeona de Europa individual, y superando a las rumanas Gina Gogean y Vanda Hadarean, segunda y tercera respectivamente. Además sumó  plata en la barra de equilibrios y bronce en suelo.

## Juegos de Barcelona '92
El gran acontecimiento del año iban a ser los Juegos Olímpicos de Barcelona 1992. Los deportistas de la ex Unión Soviética compitieron formando parte de lo que se llamó Equipo Unificado, fórmula transitoria donde se agrupaban los deportistas de las repúblicas ex-soviéticas que habían alcanzado la independencia o estaban en proceso de alcanzarla. En adelante cada deportista representaría a su nuevo país.
El Equipo Unificado que compitió en Barcelona estaba formado por Tatiana Lysenko, Rozalia Galíyeva, Svetlana Boguinskaya, Oksana Tchousovítina, Yelena Grudneva y Tatiana Gutsu. Las cosas no comenzaron demasiado bien para Gutsu en la competición por equipos, pues se cayó en la barra de equilibrios al ejecutar la entrada. Pese a todo el Equipo Unificado consiguió la medalla de oro, por delante de Rumanía (plata) y Estados Unidos (bronce).
En la competición individual se esperaba un gran duelo entre la norteamericana Kim Zmeskal, campeona del mundo en año anterior y última creación del famoso entrenador Bela Karoly, y la  bielorrusa Boguinskaya, líder del Equipo Unificado y la gimnasta más importante de los últimos años, que buscaba la venganza por su inesperada derrota en Indianápolis. Debido a su fallo inicial, Tatiana Gutsu no debía participar en la competición individual, pues solo pueden hacerlo un máximo de tres gimnastas de cada país, y Tatiana era la cuarta del Equipo Unificado. Sin embargo la gimnasta Rozalia Galíyeva, quien debía competir, fue sacada de la competencia por su entrenador quien pensó que sería bueno que Gutsu compitiera, sin embargo se especuló una lesión por parte de Galiyeva la cual le impediría competir, lo que le abrió la puerta a Gutsu.
Con el público y los medios pendientes de la rivalidad entre Zmeskal y Boguinskaya, Gutsu compitió sin presión y realizó brillantes ejercicios. Primero falló Zmeskal, luego Boguinskaya, y cuando se llegó al último ejercicio Gutsu era ya casi inalcanzable. Tatiana Gutsu, con solo 15 años, se proclamaba así campeona olímpica contra todo pronóstico. La medalla de plata fue para la norteamericana Shannon Miller, otra con la que casi nadie contaba, y el bronce para la rumana Lavinia Milosovici. Por último, en las finales por aparatos, Gutsu sumaría otras dos medallas: plata en paralelas asimétricas y bronce en suelo. En total Gutsu se marchó de Barcelona con cuatro medallas y convertida en la nueva reina de la gimnasia, sucediendo en el palmarés a Yelena Shushunova.

## Retirada
La carrera deportiva de Tatiana Gutsu fue sumamente corta, pues tras los Juegos de Barcelona no volvería a participar en ninguna competición importante. Sus malas relaciones con la Federación Ucraniana de Gimnasia y una lesión  en la espalda, hicieron que Gutsu se retirara poco después. Hizo algunas exhibiciones aprovechando su condición de campeona olímpica para ganar algo de dinero. Se trasladó a vivir a Estados Unidos y desde entonces ha realizado diversas actividades, desde entrenadora en varios gimnasios, hasta intentos de ser actriz o diversas exhibiciones.
En 2003 se nacionalizó ciudadana americana y a principios de 2004 causó sorpresa al declarar en una entrevista que se estaba preparando para ser parte del equipo de Estados Unidos en los Juegos Olímpicos de Atenas 2004, aunque luego no hubo nada al respecto.
Respecto a lo ocurrido en Barcelona 92, años después se confirmó lo que era un secreto a voces, es decir que Rozalia Galiyeva no estaba lesionada y que la decisión de que Gutsu reemplazara a Galiyeva en el concurso individual la tomaron los responsables del equipo. No obstante Tatiana no tuvo ninguna culpa de eso, y tampoco le quita ni un ápice de su magnífico triunfo olímpico.